# بروس سوتر
بروس سوتر (بالإنجليزية: Bruce Sutter)‏ هو لاعب كرة قاعدة أمريكي، ولد في 8 يناير 1953 في لانكستر في الولايات المتحدة.

## وصلات خارجية
- بروس سوتر على موقعبيزبول رفرنس.كوم (الدوري الرئيسي) (الإنجليزية)
- بروس سوتر على موقعبيزبول رفرنس.كوم (الدوري الثانوي) (الإنجليزية)
- بروس سوتر على موقع مشجعي الرسوم البيانية (الإنجليزية)
- بروس سوتر على موقع قاعة مشاهير كرة القاعدة (الإنجليزية)
- بروس سوتر على موقع الموسوعة البريطانية (الإنجليزية)